# Aferese
Aferese er en speciel form for blodtapning. Normalt, når man bliver tappet, giver man fuldblod. Ved aferese tappes blodet som normalt, men centrifugeres så med det samme. De delelementer, som blodbanken har brug for, tages ud, og resten af blodet sendes så tilbage i kroppen med det samme. Ved disse afereser kan man for eksempel gå ind og nøjes med at "hente" blodpladerne eller plasmaet ud af blodet.
Ordet aferese kommer af græsk aphairein = "at fjerne". Ordet bruges om det at tage noget væk.
Selve aferesen foregår ved hjælp af en maskine, der kaldes en blodcelleseparator. Den kan centrifugere blodet med det samme og returnere de dele, der ikke er brug for. Under tapningen får donoren sterile plastikslanger med en kanyle ind i armen som ved en almindelig tapning. For at forhindre at blodet størkner, tilsættes det tappede blod citronsyre. Det er et biologisk stof, der forekommer naturligt i vores krop og som derfor nedbrydes hurtigt. Hvis tappehastigheden er høj, og der tilbageføres meget plasma med citronsyre, kan der komme en høj koncentration i blodet. Det mærker donor som en prikken i fingre, tæer og læber. I så fald skal donor gøre opmærksom på dette, så hastigheden kan sænkes, og generne vil så hurtigt forsvinde. Eventuelt gives en kalktablet eller et glas mælk, som neutraliserer citronsyren.
Ved nogle maskiner tilsluttes donor med begge arme, mens andre maskiner kun kræver forbindelse med den ene arm. Maskinen opsamler for eksempel blodpladerne og sender resten, det vil sige blodlegemer og plasma, tilbage til donor. Ved stik i begge arme foregår tapning og tilbageførsel samtidigt. Ved stik i én arm, skiftes der mellem tapning og tilbageførsel. Mængden af tappet blod og tilbageførsel overvåges hele tiden maskinelt, så der er en balance mellem tappet og tilbageført blod. Skulle det ske, at der bliver tappet for meget, nedsættes hastigheden automatisk, eller maskinen stopper helt.
En aferese, hvor man kun udtager blodplader, tager cirka 1 time. Blodpladerne (der også kaldes trombocytter) er gendannede efter få dage, og er det nødvendigt, kan aferesen derfor gentages nogle dage efter. Dette gøres dog kun i specielle tilfælde, hvor der findes få egnede donorer til en given patient. Da de røde blodlegemer returneres, får donoren ikke blodmangel, selvom tapning gentages, inden der er gået tre måneder. Den mængde blodplader, der fremkommer ved en aferese, svarer til 6-10 "almindelige" tapninger. Det er den mængde blodplader, man som regel skal bruge til at behandle en patient med blødningsforstyrrelser.
En aferese, hvor man kun udtager plasma, foregår omtrent som en tapning af blodplader. Dog tager den lidt kortere tid, cirka 40 minutter. Da proteinen i plasmaet gendannes i løbet af en uge, og de røde blodlegemer gives tilbage, kan plasmaferese gentages hver 14. dag.